# بسارتا هیسناج
بسارتا هیسناج (انگلیسی: Besarta Hisenaj؛ زادهٔ ۲۱ اکتبر ۱۹۹۸) بازیکن فوتبال است.
وی همچنین در تیم ملی فوتبال Kosovo بازی کرده‌است.